# 牛曾
牛曾，山東禹城縣人。明朝政治人物、進士出身。

## 生平
洪武十八年（1385年），登進士二甲第二十三名（在《嘉靖山東通志》卷17和《雍正山東通志》卷15中，作洪武二十七年進士），授廣東道監察御史。善於書法，特別是行書。